# Спрэдлинг, Аллан
Аллан Спрэдлинг (англ. Allan Charles Spradling; род. 1949, Каламазу, Мичиган) — американский эмбриолог и генетик. Член НАН США (1989) и Американского философского общества (2016), доктор философии (1975), эмерит-директор департамента эмбриологии Института Карнеги в Балтиморе, где трудится с 1980 года, исследователь Howard Hughes Medical Institute (с 1988 года), адъюнкт-профессор Университета Джонса Хопкинса (с 1983 года) и его медицинской школы.

## Биография
Родился и вырос в Каламазу.
Окончил Чикагский университет (бакалавр физики), где также занимался математикой. Степень доктора философии по клеточной биологии получил в Массачусетском технологическом институте в 1975 году. Затем являлся там же ассистент-исследователем, а после с 1976 по 1979 г. — фелло-постдоком в Индианском университете. С 1980 года работает в департаменте эмбриологии Института Карнеги в Балтиморе (штат Мэриленд) и являлся его директором с 1994 по 2016 год, а ныне его эмерит-директор. Также с 1983 года адъюнкт-профессор Университета Джонса Хопкинса (ныне его адъюнкт-профессор биологии и адъюнкт-профессор молекулярной биологии и генетики его школы медицины) и с 1988 года исследователь Howard Hughes Medical Institute.
Член редколлегии PNAS.
В 1990/1 гг. президент Society for Developmental Biology, а в 2007 году — Genetics Society of America.
Член Американской академии искусств и наук (1991) и Американской ассоциации содействия развитию науки (1992).

Чем больше мы изучаем жизнь, тем больше представляется перед нами доказательство того, что все животные тесно связаны, подразумевая, что они произошли от одного общего предка. Несомненно, это одно из красивейших и всё ещё мало оцененных открытий в отношении нашего мира, которое наука дала нам в последние годы. (2018)
Оригинальный текст (англ.)The more we study life the more we see evidence that all animals are closely related, implying that they descended from a common animal ancestor.  Surely this is one of the most beautiful and still little-appreciated discoveries about our world that science has given us in recent years.

## Награды
- Maryland Distinguished Young Scientist Award (1982)
- Passano Young Scientist Award[англ.], Passano Foundation (1982)
- Newcomb Cleveland Prize[англ.] Американской ассоциации содействия развитию науки (1983, совместно с Gerald M. Rubin[англ.])
- NAS Award in Molecular Biology[англ.] (1985, совместно с Gerald M. Rubin[англ.])
- Genetics Society of America Medal[англ.] (1989)
- George W. Beadle Award[англ.], Genetics Society of America (2003)
- Edwin Grant Conklin Medal[англ.], Society for Developmental Biology (2003)
- Почётный доктор Чикагского университета (2006)
- M.C. Chang Award (Reproductive Biology) (2007)
- Премия Грубера по генетике (2008)[5]
- March of Dimes Prize in Developmental Biology (2018)[4]
- Премия Уайли (2024)